# Afrena
Afrena là một chi bướm đêm thuộc họ Geometridae.